# Ladinere
Ladinere er en etnisk gruppe i det nordlige Italien. De lever primært i dalene Val Badia og Val Gardena (begge i Sydtyrol), Val di Fassa (Trentino), Livinallongo (også kendt som Buchenstein eller Fodom) og i Ampezzo (begge i provinsen Belluno). Deres indfødte sprog er ladin, et rætoromansk sprog der er beslægtet med det schweiziske rætoromansk og friulisk. De er en del af regionen Tyrol, som de deler kultur, historie, traditioner, miljø og arkitektur med.
Ladinere udviklede en national etnisk identitet i det 19. århundrede. Micurà de Rü foretog det første forsøg på at udvikle en skrevet form for ladin. Nu om dage promoveres ladinsk kultur af det myndigheds-finansierede kulturinstitut Istitut Ladin Micurà de Rü i den sydtyrolske kommune San Martin de Tor. Der er også et ladinsk museum i den samme kommune. Ladinere i Trentino og Belluno har deres egne kulturinstitutioner, Majon de Fascegn i Vigo di Fassa, Cesa de Jan i Colle Santa Lucia og Istituto Ladin de la Dolomites i Borca di Cadore.
Ladinere udgør 4,53 % af befolkningen i Sydtyrol. Flere af de sydtyrolske sagaer stammer fra ladinske områder inklusiv nationalfortællingen om det ladinske folk, sagaen om kongens faner. En anden karakter i ladinsk mytologi er dæmonen Anguana.